# 陵高县
陵高县，中国旧县名。太行抗日根据地设。
1943年由山西省陵川县西部和西南部、高平县东南部（米山、云泉以南，白晋路以东）析置。以两县首字为名。治所在大槲树村（今陵川县西南），同年11月迁侯庄（今高平市区东南）。1945年6月后撤销，仍归各县。